# Helena Perpenti
Helena (Candida Lena) Perpenti (1 de febrero de 1764 - ) fue una botánica, taxónoma, conservadora y exploradora italiana.
Fue una experta botánica y podría haber recibido su formación botánica de su amigo, el médico y biólogo, Pietro Moscati.
Fue también inventora, habiendo desarrollado una técnica de tejeduría del amiento, para realizar telas incombustibles.

## Honores

### Eponimia
- Liceo "G. Piazzi – C. Lena Perpenti", Sondrio, Lombardía.[5]

- Calle Candida Lena Perpenti, Como, capital de la provincia de Como, Lombardía[6]
- La abreviatura «Perp.» se emplea para indicar a Helena Perpenti como autoridad en la descripción y clasificación científica de los vegetales.[7]